# CTI Records
La CTI Records (Creed Taylor Internazional o Creed Taylor Incorporated) è un'etichetta jazz fondata nel 1967 da Creed Taylor, inizialmente come una società controllata da A&M Records.
Taylor, che aveva precedentemente fondato la Impulse Records ed aveva lavorato per la Verve Records, si era guadagnato un'ottima reputazione come rispettato produttore di album jazz. Le sue produzioni per CTI condividevano uno stile tipicamente caldo, morbido finalizzato a creare un'atmosfera smooth jazz. L'etichetta è diventata anche famosa per le immagini delle copertine degli album, molte delle quali dell'artista fotografo Pete Turner.
Tra gli artisti di rilievo che incisero per l'etichetta ci sono stati George Benson, Eumir Deodato, Paul Desmond, Gabor Szabo, Freddie Hubbard, Stanley Turrentine, Wes Montgomery, Hubert Laws, Antônio Carlos Jobim, Bob James, Larry Coryell e molti altri.
Un'altra etichetta, affiliata al marchio CTI, la Kudu, lanciata nel 1971, era più orientata al soul-jazz; nell'elenco degli artisti di rilievo che incisero per la Kudu c'erano Grover Washington, Jr., Hank Crawford, Idris Muhammad. La maggior parte degli arrangiamenti per le incisioni Kudu furono opera di Don Sebesky; in ogni sessione figurano alcuni dei migliori artisti jazz del momento, come  Ron Carter, che è apparso su quasi ogni registrazione, ed Herbie Hancock che spesso era seduto al pianoforte.
La CTI Records dichiarò il fallimento nel 1978, [3], ma la maggior parte del suo catalogo è rimasto in stampa. La produzione CTI del dopo A&M Records è ora proprietà della Sony BMG Music Entertainment ed è distribuita dalla Epic Records; gli album di Grover Washington, Jr. incisi per la Kudu, sono stati ristampati dalla Motown's MoJazz. I quattro album CTI dell'artista Bob James, sono rimasti di sua proprietà; la Seawind invece è in possesso del loro vecchio catalogo CTI. Le realizzazioni A&M sono ora distribuite dalla Verve Records, una divisione della Universal Music Group.

## Discography

### Serie 3000
Gli album della serie CTI 3000 sono stati prodotti da Creed Taylor tra il 1967 ed il 1970 e stampati dalla A&M con un piccolo logo "CTI" sulla copertina. These albums we issued with the regular A&M record label with the addition of the "CTI" logo and "produced by Creed Taylor"
| Catalog number | Artista                       | Titolo                                         |
| -------------- | ----------------------------- | ---------------------------------------------- |
| SP 3000        | Artisti Vari                  | Audio Master Plus Series Sampler Volume 1      |
| SP 3001        | Wes Montgomery                | A Day in the Life                              |
| SP 3002        | Antônio Carlos Jobim          | Wave                                           |
| SP 3003        | Herbie Mann                   | Glory of Love                                  |
| SP 3004        | Tamba 4                       | We and the Sea                                 |
| SP 3005        | Nat Adderley                  | You, Baby                                      |
| SP 3006        | Wes Montgomery                | Down Here on the Ground                        |
| SP 3007        | Artie Butler                  | Have You Met Miss Jones?                       |
| SP 3008        | Kai Winding and J. J. Johnson | Israel                                         |
| SP 3009        | Soul Flutes                   | Trust in Me                                    |
| SP 3010        | Richard Barbary               | Soul Machine                                   |
| SP 3011        | Tamiko Jones                  | I'll Be Anything for You                       |
| SP 3012        | Wes Montgomery                | Road Song                                      |
| SP 3013        | Tamba 4                       | Samba Blim                                     |
| SP 3014        | George Benson                 | Shape of Things to Come                        |
| SP 3015        | Paul Desmond                  | Summertime                                     |
| SP 3016        | Kai Winding and J. J. Johnson | Betwixt & Between                              |
| SP 3017        | Nat Adderley                  | Calling Out Loud                               |
| SP 3018        | Walter Wanderley              | When It Was Done                               |
| SP 3019        | Milton Nascimento             | Courage                                        |
| SP 3020        | George Benson                 | Tell It Like It Is                             |
| SP 6-3021      | Various Artists               | Audio Master Plus Series Audio Sampler, Vol. 2 |
| SP 3022        | Walter Wanderley              | Moondreams                                     |
| SP 3023        | Quincy Jones                  | Walking in Space                               |
| SP 3024        | Paul Desmond                  | From the Hot Afternoon                         |
| SP 3025        | George Benson                 | I Got a Woman and Some Blues                   |
| SP 3026        | Hubert Laws                   | Unissued                                       |
| SP 3027        | Kai Winding and J. J. Johnson | Stonebone (Only issued in Japan)               |
| SP 3028        | George Benson                 | The Other Side of Abbey Road                   |
| SP 3030        | Quincy Jones                  | Gula Matari                                    |
| SP 3031        | Antonio Carlos Jobim          | Tide                                           |
| SP 3032        | Paul Desmond                  | Bridge Over Troubled Water                     |

### Serie 1000
In 1970 Creed Taylor established the CTI label independently of A&M and issued the first five releases as the 1000 Series which had a green record label. The 1000 Series featured artists working outside of the jazz genre.
| Catalog number | Artist         | Title         |
| -------------- | -------------- | ------------- |
| CTI 1001       | Kathy McCord   | Kathy McCord  |
| CTI 1002       | Hubert Laws    | Crying Song   |
| CTI 1003       | Flow           | Flow          |
| CTI 1004       | Dave Frishberg | Oklahoma Toad |
| CTI 1005       | Fats Theus     | Black Out     |

### Serie 6000
The albums in the CTI 6000 series were released between 1970 and 1976 and featured an orange CTI label with black print. Later albums in the 6000 series were distributed by Motown and are designated by the addition of an S1 to the catalog number. 
| Catalog number | Artist                                            | Title                                                    |
| -------------- | ------------------------------------------------- | -------------------------------------------------------- |
| CTI 6000       | Hubert Laws                                       | Crying Song (Reissue of CTI 1002)                        |
| CTI 6001       | Freddie Hubbard                                   | Red Clay                                                 |
| CTI 6002       | Antônio Carlos Jobim                              | Stone Flower                                             |
| CTI 6003       | Joe Farrell                                       | Joe Farrell Quartet                                      |
| CTI 6004       | Bill Evans                                        | Montreux II                                              |
| CTI 6005       | Stanley Turrentine                                | Sugar                                                    |
| CTI 6006       | Hubert Laws                                       | Afro-Classic                                             |
| CTI 6007       | Freddie Hubbard                                   | Straight Life                                            |
| CTI 6008       | Astrud Gilberto                                   | Gilberto with Turrentine                                 |
| CTI 6009       | George Benson                                     | Beyond the Blue Horizon                                  |
| CTI 6010       | Stanley Turrentine                                | Salt Song                                                |
| CTI 6011       | Kenny Burrell                                     | God Bless the Child                                      |
| CTI 6012       | Hubert Laws                                       | The Rite of Spring                                       |
| CTI 6013       | Freddie Hubbard                                   | First Light                                              |
| CTI 6014       | Joe Farrell                                       | Outback                                                  |
| CTI 6015       | George Benson                                     | White Rabbit                                             |
| CTI 6016       | Randy Weston                                      | Blue Moses                                               |
| CTI 6017       | Stanley Turrentine with Milt Jackson              | Cherry                                                   |
| CTI 6018       | Freddie Hubbard                                   | Sky Dive                                                 |
| CTI 6019       | Jackie and Roy                                    | Time & Love                                              |
| CTI 6020       | Airto                                             | Free                                                     |
| CTI 6021       | Deodato                                           | Prelude                                                  |
| CTI 6022       | Hubert Laws                                       | Morning Star                                             |
| CTI 6023       | Joe Farrell                                       | Moon Germs                                               |
| CTI 6024       | Milt Jackson                                      | Sunflower                                                |
| CTI 6025       | Hubert Laws                                       | Carnegie Hall                                            |
| CTI 6026       | Gábor Szabó                                       | Mizrab                                                   |
| CTI 6027       | Ron Carter                                        | Blues Farm                                               |
| CCTI 6028      | Airto                                             | Fingers                                                  |
| CTI 6029       | Deodato                                           | Deodato 2                                                |
| CTI 6030       | Stanley Turrentine                                | Don't Mess with Mister T.                                |
| CTI 6031/32    | Don Sebesky                                       | Giant Box                                                |
| CTI 6033       | George Benson                                     | Body Talk                                                |
| CTI 6034       | Joe Farrell                                       | Penny Arcade                                             |
| CTI 6035       | Gábor Szabó                                       | Rambler                                                  |
| CTI 6036       | Freddie Hubbard                                   | Keep Your Soul Together                                  |
| CTI 6037       | Ron Carter                                        | All Blues                                                |
| CTI 6038       | Milt Jackson with Hubert Laws                     | Goodbye                                                  |
| CTI 6039       | Paul Desmond featuring Gábor Szabó                | Skylark                                                  |
| CTI 6040       | Jackie Cain & Roy Kral                            | A Wilder Alias                                           |
| CTI 6041       | Deodato/Airto                                     | In Concert                                               |
| CTI 3+3        | Hubert Laws                                       | In the Beginning                                         |
| CTI 6042S1     | Joe Farrell                                       | Upon This Rock                                           |
| CTI 6043S1     | Bob James                                         | One                                                      |
| CTI 6044S1     | Freddie Hubbard/Stanley Turrentine                | Freddie Hubbard/Stanley Turrentine in Concert Volume One |
| CTI 6045S1     | George Benson                                     | Bad Benson                                               |
| CTI 6046S1     | Milt Jackson                                      | Olinga                                                   |
| CTI 6047S1     | Freddie Hubbard                                   | The Baddest Hubbard                                      |
| CTI 6048S1     | Stanley Turrentine                                | The Baddest Turrentine                                   |
| CTI 6049S1     | Herbie Hancock/Freddie Hubbard/Stanley Turrentine | In Concert Volume Two                                    |
| CTI 6050S1     | Chet Baker                                        | She Was Good to Me                                       |
| CTI 6051S1     | Ron Carter                                        | Spanish Blue                                             |
| CTI 6052S1     | Stanley Turrentine                                | The Sugar Man                                            |
| CTI 6053S1     | Joe Farrell                                       | Canned Funk                                              |
| CTI 6054S1     | Gerry Mulligan / Chet Baker                       | Carnegie Hall Concert                                    |
| CTI 6055S1     | Gerry Mulligan / Chet Baker                       | Carnegie Hall Concert Volume 2                           |
| CTI 6056S1     | Freddie Hubbard                                   | Polar AC                                                 |
| CTI 6057S1     | Bob James                                         | Two                                                      |
| CTI 6058S1     | Hubert Laws                                       | The Chicago Theme                                        |
| CTI 6059S1     | Paul Desmond                                      | Pure Desmond                                             |
| CTI 6060S1     | Jim Hall                                          | Concierto                                                |
| CTI 6061S1     | Don Sebesky                                       | The Rape of El Morro                                     |
| CTI 6062       | George Benson                                     | Good King Bad                                            |
| CTI 6063       | Bob James                                         | Three                                                    |
| CTI 6064       | Ron Carter                                        | Yellow & Green                                           |
| CTI 6065       | Hubert Laws                                       | Then There Was Light: In the Beginning Vol. 1            |
| CTI 6066       | Hubert Laws                                       | Then There Was Light: In the Beginning Vol. 2            |
| CTI 6067       | Joe Farrell                                       | Song of the Wind (Reissue of CTI 6003)                   |
| CTI 6068       | Allan Holdsworth                                  | Velvet Darkness                                          |
| CTI 6069       | George Benson and Joe Farrell                     | Benson & Farrell                                         |
| CTI 6072S1     | George Benson                                     | In Concert-Carnegie Hall                                 |

### Serie 5000
The 5000 Series was introduced in 1975 as a series of popular music recordings and consist of eight issued albums.
| Catalog number | Artist         | Title              |
| -------------- | -------------- | ------------------ |
| CTI 5000       | Lalo Schifrin  | Black Widow        |
| CTI 5001       | Patti Austin   | End of a Rainbow   |
| CTI 5002       | Seawind        | Seawind            |
| CTI 5003       | Lalo Schifrin  | Towering Toccata   |
| CTI 5004       | John Blair     | We Belong Together |
| CTI 5005       | David Matthews | Dune               |
| CTI 5006       | Patti Austin   | Havana Candy       |
| CTI 5007       | Seawind        | Window of a Child  |

### Serie 7000
The 7000 Series continued the numbering sequence from the 6000 Series 
| Catalog number | Artist                                                               | Title                                              |
| -------------- | -------------------------------------------------------------------- | -------------------------------------------------- |
| CTI 7070       | Urbie Green                                                          | The Fox                                            |
| CTI 7071       | Hubert Laws                                                          | The San Francisco Concert                          |
| CTI 7073       | Art Farmer                                                           | Crawl Space                                        |
| CTI 7074       | Bob James                                                            | BJ4                                                |
| CTI 7075       | Jeremy Steig                                                         | Firefly                                            |
| CTI 7076       | Various Artists                                                      | CTI Summer Jazz at the Hollywood Bowl - Live One   |
| CTI 7077       | Various Artists                                                      | CTI Summer Jazz at the Hollywood Bowl - Live Two   |
| CTI 7078       | Various Artists                                                      | CTI Summer Jazz at the Hollywood Bowl - Live Three |
| CTI 7079       | Urbie Green with Grover Washington, Jr. and David Matthews' Big Band | Señor Blues                                        |
| CTI 7080       | Art Farmer with Yusef Lateef and David Matthews' Big Band            | Something You Got                                  |
| CTI 7081       | Deodato                                                              | 2001 (Reissue of CTI 6021)                         |
| CTI 7082       | Yusef Lateef                                                         | Autophysiopsychic                                  |
| CTI 7083       | Art Farmer / Jim Hall                                                | Big Blues                                          |
| CTI 7084       | Nina Simone                                                          | Baltimore                                          |
| CTI 7085       | George Benson                                                        | Space                                              |
| CTI 7086       | Patti Austin                                                         | Live at the Bottom Line                            |
| CTI 7087       | Art Farmer with Joe Henderson                                        | Yama                                               |
| CTI 7088       | Yusef Lateef                                                         | In a Temple Garden                                 |
| CTI 7089       | Art Farmer                                                           | Live in Tokyo                                      |

### Kudu
The Kudu label was launched by Creed Taylor in July 1971 and specialized in soul jazz artists releasing 39 albums from 1971 to 1979.  Kudu is considered CTI's sister label.
| Catalog number | Artista                             | Titolo                            |
| -------------- | ----------------------------------- | --------------------------------- |
| KU-01          | Johnny Hammond                      | Breakout                          |
| KU-02          | Lonnie Smith                        | Mama Wailer                       |
| KU-03          | Grover Washington, Jr.              | Inner City Blues                  |
| KU-04          | Johnny Hammond                      | Wild Horses Rock Steady           |
| KU-05          | Esther Phillips                     | From a Whisper to a Scream        |
| KU-06          | Hank Crawford                       | Help Me Make it Through the Night |
| KU-07          | Grover Washington, Jr.              | All the King's Horses             |
| KU-08          | Hank Crawford                       | We Got a Good Thing Going         |
| KU-09          | Esther Phillips                     | Alone Again, Naturally            |
| KU-10          | Johnny Hammond                      | The Prophet                       |
| KU-11          | Eric Gale                           | Forecast                          |
| KU-12          | Grover Washington, Jr.              | Soul Box Vol. 1                   |
| KU-13          | Grover Washington, Jr.              | Soul Box Vol. 2                   |
| KU-14          | Esther Phillips                     | Black-Eyed Blues                  |
| KU-15          | Hank Crawford                       | Wildflower                        |
| KU-16          | Johnny Hammond                      | Higher Ground                     |
| KU-17          | Idris Muhammad                      | Power of Soul                     |
| KU-18          | Esther Phillips                     | Performance                       |
| KU-19          | Hank Crawford                       | Don't You Worry 'Bout a Thing     |
| KU-20          | Grover Washington, Jr.              | Mister Magic                      |
| KU-21          | Joe Beck                            | Beck                              |
| KU-22          | Phil Upchurch and Tennyson Stephens | Upchurch/Tennyson                 |
| KU-23          | Esther Philips with Joe Beck        | What a Diff'rence a Day Makes     |
| KU-24          | Grover Washington, Jr.              | Feels So Good                     |
| KU-25          | Ron Carter                          | Anything Goes                     |
| KU-26          | Hank Crawford                       | I Hear a Symphony                 |
| KU-27          | Idris Muhammad                      | House of the Rising Sun           |
| KU-28          | Esther Philips with Joe Beck        | For All We Know                   |
| KU-29          | Grant Green                         | The Main Attraction               |
| KU-30          | David Matthews with Whirlwind       | Shoogie Wanna Boogie              |
| KU-31          | Esther Philips                      | Capricorn Princess                |
| KU-32S1        | Grover Washington, Jr.              | A Secret Place                    |
| KU-33S1        | Hank Crawford                       | Hank Crawford's Back              |
| KU-34S1        | Idris Muhammad                      | Turn This Mutha Out               |
| KU-35S1        | Hank Crawford                       | Tico Rico                         |
| KU-3637M2      | Grover Washington, Jr.              | Live at The Bijou                 |
| KU-38          | Idris Muhammad                      | Boogie to the Top                 |
| KU-39          | Hank Crawford                       | Cajun Sunrise                     |

### Salvation
Salvation Records was a CTI subsidiary originally intended for gospel albums but after releasing one album by the B. C. & M. Choir and laying fallow for two years the label was revived for a handful of jazz and R&B releases.
| Catalog number | Artist                    | Title               |
| -------------- | ------------------------- | ------------------- |
| SAL 700        | B. C. & M. Choir          | Hello Sunshine      |
| SAL 701        | Airto                     | Virgin Land         |
| SAL 702        | Johnny Hammond            | Gambler's Life      |
| SAL 703        | The New York Jazz Quartet | In Concert in Japan |
| SAL 704S1      | Gábor Szabó               | Macho               |